# Partido por la Dignidad del Pueblo
El Partido por la Dignidad del Pueblo (abreviado como PDP) es un partido político argentino de ámbito provincial, funcional en la provincia de Jujuy y encabezado por el líder sindical Carlos "El perro" Santillán. Fue fundado en 2015 con el objetivo de aglutinar al espacio político ligado a Santillán, y sostener su candidatura a gobernador de Jujuy en las elecciones provinciales de ese mismo año y, posteriormente, en las elecciones de 2019, en ambas superando por poco el 1% de los votos. No postuló lista legislativa en las elecciones de 2019.
Presentado formalmente el 19 de junio de 2015 durante una asamblea municipal, el partido está integrado por trabajadores agremiados en el Sindicato de Empleados y Obreros Municipales (SEOM), del que Santillán es Secretario General, Organizaciones Independientes y la confluencia del Movimiento Tupaj Katari y el Movimiento Popular La Dignidad. Se define a sí mismo como representante de la «izquierda popular». El espacio encabezado por Santillán ha buscado en algunas ocasiones integrarse al Frente de Izquierda y de los Trabajadores (FIT), coalición que agrupa a la izquierdista trotskista a nivel nacional, aunque con escaso éxito.
El partido propone la «refundación de la Provincia de Jujuy» sobre las bases de la democracia directa, proponiendo la utilización de plebiscitos o consulta popular para la toma de decisiones políticas, así como la posible revocación de mandatos, y un endurecimiento en el límite a las reelecciones de legisladores y otros funcionarios electos. El partido defiende también la democratización de numerosas posiciones como el poder judicial o las fuerzas de seguridad.

## Resultados electorales

### Gobernador de Jujuy
|  | 1.79 % |

|  | 1.15 % |

### Legislatura Provincial de Jujuy
|  | 1.48 % |

|  | 2.09 % |